# Homegrown Video
Homegrown Video és una empresa de producció de vídeos pornogràfics aficionats amb seu a San Diego. Fundada el 1982. va ser la primera empresa a llançar i distribuir comercialment pornografia amateur casolana en cinta de vídeo.

## Història
Homegrown Video va néixer al darrere d'una petita botiga de vídeos pop a San Diego. L'avenç de les càmeres de vídeo i les cintes VHS va permetre a Greg Swaim, el propietari de la botiga, començar a filmar parelles reals a les seves populars festes sexuals. Swaim va anomenar els vídeos "Homegrown Videos" i els va llogar a la seva botiga. El 2007, la revista AVN va incloure “Homegrown Video #1”, el títol emblemàtic de la marca, com un dels Els 50 títols de vídeos per a adults més influents que s'han publicat mai, ja que va ser el responsable de la creació del gènere de la pornografia amateur a vídeo per a adults. Homegrown Video va ser la primera empresa a distribuir cintes sexuals casolanes per a la gent; Swaim va demanar cintes d'aficionats anunciant "Envia els teus vídeos casolans i guanya fins a 20 $ per minut" al final de cada cinta de vídeo de producció pròpia.
El 1993, Swaim va vendre Homegrown Video a Farrell Timlake (intèrpret adult Tim Lake), que havia enviat vídeos amateurs d'ell i la seva dona en el passat. Swaim va vendre l'empresa a causa d'una mala gestió dels fons i de la fallida imminent. Encara inspirats en el primer VHS de vídeo casolà que van veure mai, els Timlake van decidir comprar l'empresa el 1993, amb diners prestats a la mare de Farrell.
Timlake i els seus socis van expandir el negoci a Internet, la televisió per cable mentre portaven les vendes de les seves cintes de vídeo i DVD arreu del món. L'autor Eric Schlosser, en escriure sobre Homegrown Video, va dir que l'empresa va servir "com a centre d'informació per a la democràcia del porno, subministrant vídeos durs de la gent, per a la gent"'. El títol insígnia homònim ara supera els 800 volums ai és reconeguda com la sèrie més llarga de la història del porno.
L'establiment i el domini del mercat del porno amateur de Homegrown Video són evidents en els seus 11 Premis AVN i 2 Premis XBIZ per a Millor estrena amateur, Millor sèrie amateur i Estudi nínxol de l'any.

## Farrell Timlake, President
El membre del Saló de la fama d'AVN Farrell Timlake (nom artístic: Tim Lake) i els seus socis han fet créixer l'extensa biblioteca de contingut amateur en una varietat cada cop més gran de títols.
El 1997, Timlake va ser contractat com a productor associat i consultor de la indústria del porno per a Trey Parker i el llargmetratge de Matt Stone, Orgazmo, que incloïa un cameo. Gran part de l'humor del porno i dels detalls de la indústria del porno de la pel·lícula s'han atribuït a les experiències de la vida real de Timlake a la indústria dels adults. Durant la recerca per Orgazmo, Trey Parker va ser convidat a una festa de rodatge de la indústria per a adults a la casa de Buck Henry, que havia estat llogada per al rodatge. El metratge resultant de la pel·lícula amb classificació xxx Profiles #8, inclou en segon pla els actors principals Carrie Fisher, Richard Dreyfuss, i Timothy Hutton, a més de Trey Parker i Matt Stone.
Fins ara, Timlake ha actuat en més de 72 pel·lícules, a més de dirigir i produir 17 títols, que culminaren en 11 Premis AVN.

## Spike Goldberg, CEO
El CEO de Homegrown Video i autoproclamat porno nerd Spike Goldberg estava interessat a crear una sèrie de porno amateur per vendre en línia; el germà de Goldberg el va presentar a Farrell Timlake, que va contractar Goldberg mentre demostrava un gran coneixement del mercat en línia incipient. Goldberg es va convertir en soci de l'entitat matriu de Homegrown, New Destiny Internet Group, on Goldberg llogava el seu coneixement de tecnologia i anàlisi a l'empresa. L'any 1998 Goldberg va renovar el departament web de Homegrown, i l'any 2000, Homegrown es va convertir en la font principal d'Internet per a vídeos amateurs de qualitat. Formar part de l'aspecte tecnològic i empresarial del porno va posar Goldberg en el punt de mira l'any 2004, quan va dirigir el grup comercial de la indústria per lluitar contra les demandes de patents tecnològiques presentades per Acacia Research.
El març de 2013, amb més d'una dècada d'experiència pràctica, relacions comercials de confiança i una sòlida ètica que el guia, Goldberg va ser ascendit a CEO de Homegrown Video.

## Polèmica legal
A partir de l'any 2002, Acacia Media Research va presentar un plet contra més de 1.000 empreses de producció per a adults, inclosa Homegrown Video, per reclamacions per infracció de patents sobre l'ús de la tecnologia de transmissió de mitjans digitals. Durant gairebé una dècada de llargs litigis, Acacia va signar acords de llicència amb Hustler, Vivid i Wicked. La creació d’ "Adult Media Defense Group" el 2007, liderat pel CEO de Homegrown Video Spike Goldberg, es va pronunciar públicament sobre la legalitat de la demanda. Com a principal acusat del cas, Goldberg va afirmar que era impossible presentar demandes basades en una patent clau que era indiferent al mode de telecomunicació. La demanda va ser invalidada el 2009 per un jutge federal; un tribunal d'apel·lacions federal va confirmar la decisió el 2010.

## Premis
| Any  | Cerimònia                   | Categoria                              | Trenall                                |
| ---- | --------------------------- | -------------------------------------- | -------------------------------------- |
| 1995 | Premis AVN                  | Millor estrena amateur                 | “Homegrown Video #432”                 |
| 1997 | Premis AVN                  | Millor estrena amateur                 | “Southern Belles 4”                    |
| 1998 | Premis AVN                  | Millor estrena amateur                 | “Southern Belles 8”                    |
| 2000 | Premis AVN                  | Millor sèrie pro-am o amateur          | “Homegrown Video”                      |
| 2001 | Premis AVN                  | Millor estrena pro-am o amateur        | “California College Student Bodies 16” |
| 2004 | Premis AVN                  | Millor sèrie amateur                   | “Homegrown Video”                      |
| 2005 | Premis AVN                  | Millor sèrie amateur                   | “Homegrown Video”                      |
| 2007 | Premis AVN                  | Millor sèrie amateur                   | “Homegrown Video”                      |
| 2008 | Venus Award                 | Millor segell amateur                  | “Homegrown Video”                      |
| 2008 | Premis AVN                  | Millor estrena amateur                 | “Cherries 56”                          |
| 2008 | Adam Film World Guild Award | Millor companyia purament amateur 2008 | "Homegrown Video"                      |
| 2009 | Premis AVN                  | Millor sèrie amateur                   | “Cherries”                             |
| 2010 | Premis AVN                  | Millor sèrie amateur                   | “Homegrown Video”                      |
| 2001 | Premi XBIZ                  | Estudi nitxe de l’any                  | N/A                                    |
| 2013 | Premi XBIZ                  | Estrena amateur de l'any, 2013         | "Homegrown Amateur Coeds #18"          |
| 2014 | Premi XBIZ                  | Estrena amateur de l'any, 2014         | "Amateur College Girls 6"              |
| 2015 | Premi XBIZ                  | Estrena amateur de l'any, 2015         | "Homegrown Video 850"                  |